# Jørgen Frandsen
Jørgen Frandsen, danski rokometaš, * 31. oktober 1944.
Leta 1972 je na poletnih olimpijskih igrah v Münchnu v sestavi danske rokometne reprezentance osvojil 13. mesto.